# Cratacanthus subovalis
Cratacanthus subovalis är en skalbaggsart som beskrevs av Thomas Casey. Cratacanthus subovalis ingår i släktet Cratacanthus och familjen jordlöpare. Inga underarter finns listade i Catalogue of Life.